# Шифан
Шифа́н (кит. упр. 什邡, пиньинь Shífāng) — городской уезд городского округа Дэян провинции Сычуань (КНР).

## История
В древности в этих местах находилось государство Чжифан (汁方国). В 201 году до н. э. его завоевал основатель империи Хань Лю Бан, и здесь появился уезд Чжифан (汁邡县). При узурпаторе Ван Мане название уезда было изменено на Мэйсинь (美信县), после его свержения уезду было возвращено прежнее название.
При империи Северная Чжоу в 557 году уезд был переименован в Фантин (方亭县). Затем он был присоединён к уезду Ло, и восстановлен лишь при империи Тан в 619 году.
При империи Ранняя Шу в 912 году уезд был переименован в Тунцзи (通汁县), но в 919 году ему было возвращено прежнее название, при этом оно стало писаться иероглифами 什邡.
При империи Мин в 1377 году уезд был присоединён к уезду Мяньчжу (绵竹县), но в 1380 году восстановлен.
В 1950 году был образован Специальный район Мяньян (绵阳专区), и уезд вошёл в его состав. В 1953 году уезд Шифан был передан из Специального района Мяньян в состав Специального района Вэньцзян (温江专区). В 1960 году уезд Шифан был присоединён к уезду Гуанхань, но в 1963 году восстановлен. В 1970 году Специальный район Вэньцзян был переименован в округ Вэньцзян. 2 марта 1983 года округ Вэньцзян был расформирован, и уезд перешёл под юрисдикцию Чэнду.
18 августа 1983 года постановлением Госсовета КНР был образован городской округ Дэян, и уезд Шифан был передан в его состав. В 1996 году уезд Шифан был преобразован в городской уезд.
В 2008 году Шифан сильно пострадал от землетрясения.

## Административное деление
Городской уезд Шифан делится на 2 уличных комитета и 14 посёлков.

## Экономика
Шифан является крупным промышленным центром, здесь добывают фосфорит, производят химические удобрения (завод Sichuan Hongda Group) и сигареты (совместное предприятие China Tobacco и Agio). Также Шифан славится своими источниками минеральной воды и плантациями табака.